# 3228 Pire
3228 Pire је астероид главног астероидног појаса са средњом удаљеношћу од Сунца која износи 2,462 астрономских јединица (АЈ).
Апсолутна магнитуда астероида је 12,5.